# Adriano Pimenta
Adriano Faria Pimenta (* 14. November 1982 in Goiânia) ist ein ehemaliger brasilianisch-italienischer Fußballspieler.

## Karriere
Der offensive Mittelfeldspieler begann seine Karriere in der Jugendmannschaft des Guarani FC. In der Saison 2000/01 wechselte er zum japanischen Verein Nagoya Grampus Eight. Nach einer Saison in Japan kehrte er aber wieder zum Guarani FC zurück, war aber weiterhin nur ein Ergänzungsspieler. Deshalb wechselte er zur Saison 2005/06 in die schweizerische Super League zum FC Thun und unterschrieb einen Vertrag bis Juni 2008. Hier schaffte er auf Anhieb den Sprung in die Stammelf und wurde zu einem der Leistungsträger der Thuner. In der Mannschaft übernahm er die Rolle des Mittelfeldregisseurs, der das Spiel der Thuner lenkte.
Beim Auswärtsspiel für die Qualifikation zur Champions League gegen Malmö FF erzielte Adriano das spielentscheidende 1:0. Dieses Tor legte den Grundstein für die erfolgreiche Champions-League-Qualifikation der Thuner. Adriano kam in allen 6 Gruppenspielen zum Einsatz und erzielte dabei im Heimspiel gegen Ajax Amsterdam das zwischenzeitliche 2:2. Nach der Gruppenphase belegte der FC Thun den 3. Platz und war somit für den UEFA-Pokal spielberechtigt. Dort kam Adriano in beiden Partien gegen den Hamburger SV zum Einsatz und erzielte im Heimspiel den Siegtreffer zum 1:0. Aufgrund des 0:2 im Rückspiel schied der FC Thun aber dennoch aus dem UEFA-Pokalbewerb aus.
Im Januar 2007 wurde Adriano an den japanischen Klub Yokohama FC ausgeliehen und spielte dort bis zum Januar 2008. Er kehrte für einen Monat zum FC Thun zurück, wechselte dann aber zum brasilianischen CA Bragantino. Weitere Stationen waren u. a. Waitakere United in Neuseeland, Club Blooming in Bolivien und bis zu seinem Karriereende 2021 spielte er noch bei diversen Klubs in Brasilien.